# Mount Veve
Mount Veve (1768 m n.p.m.) – wygasły stratowulkan; najwyższe wzniesienie wyspy Kolombangara leżącej w grupie wysp Nowej Georgii w archipelagu Wysp Salomona, należącej do państwa Wyspy Salomona.